# Złota Nitka (moda)

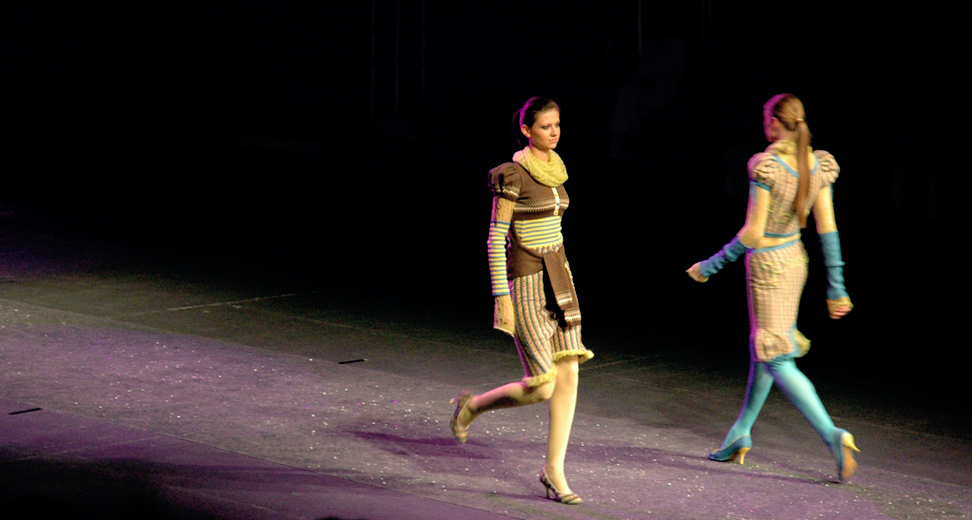
Złota nitka - pokaz projektów laureatów konkursu, 2005

Złota Nitka – konkurs dla projektantów ubioru organizowany od 1992 roku w Łodzi. Głównym organizatorem była firma Międzynarodowe Targi Łódzkie. Obecnie właścicielem znaku jest Spółka Expo Łódź, a organizatorem Agencja Loweevents. Wieloletnia tradycja konkursu, ambasadorzy konkursu oraz setki zgłoszonych kolekcji plasują go jako najważniejsze i bardzo prestiżowe wydarzenie w skali kraju. Udział  w konkursie daje młodym projektantom możliwość pokazania swojego talentu i zaprezentowania swoich projektów najlepszym kreatorom i dziennikarzom modowym w Polsce oraz szerokiej publiczności. Uczestnicy mają okazję, często po raz pierwszy, uczestniczyć w profesjonalnym pokazie mody, ubiegają się także o staże, zdobywają cenne kontakty i otrzymują nagrody mogące znacznie ułatwić im zawodowy start w tej branży. Laureatami Złotej Nitki byli m.in.: Maciej Zień, Paprocki & Brzozowski, Jacek Gmach, Monika Onoszko, grupa Transmode i Sergiusz Kuchczyński. Główne nagrody przydziela Jury Kreatorów oraz Jury Medialne.

## Laureaci Złotej Nitki (lista niepełna)[1]
- Złota Nitka 2016 – nagrodę Złota Nitka 2016 otrzymała Dagna Krzystanek z Międzynarodowej Szkoły Kostiumografii i Projektowania Ubioru za kolekcję „Steppe”. Nagrodę przyznaną przez jury medialne zdobyła Anna Załucka-Kuczera – absolwentka Szkoły Artystycznego Projektowania Ubioru w Krakowie, za kolekcję „Flashbacks”. Obie finalistki otrzymały również nagrodę pieniężną w wysokości 10000 zł. Podczas finału zostały wręczone nagrody ufundowane przez partnerów konkursu. Viola Jagos, Dagna Krzystanek oraz Zuzanna Kwapisz otrzymały od członka jury Gianniego Fontany zaproszenie na bezpłatny, miesięczny staż w Milan Style Academy w Mediolanie. Daria Yankowska – organizator Lviv Fashion Week – wieloletniego partnera Konkursu zaprosiła Dagmarę Stawiarską na jesienną edycję swojego wydarzenia. Swój pokaz będzie ona także miała podczas Warsaw Fashion Street, dzięki nagrodzie przyznanej przez sophisti.pl.
- Złota Nitka 2015 – nagrodę główną zdobyła Joanna Organiściak, absolwentka Szkoły Artystycznego Projektowania Ubioru w Krakowie, za kolekcję „Identity”. Wyróżnienia zdobyły: Anna Tronowska, absolwentka Akademii Sztuk Pięknych w Krakowie oraz Szkoły Artystycznego Projektowania Ubioru w Krakowie, za kolekcję „Partytura spojrzeń”, oraz Martyna Sobczak, absolwentka Krakowskiej Szkoły Artystycznego Projektowania Ubioru oraz studiów w London College of Fashion na kierunku projektowania mody męskiej, za kolekcję „Masscity”. Dzięki wieloletniej współpracy z Lviv Fashion Week jedna z finalistek – Magdalena Orzeł – została zaproszona na wiosenną edycję tego wydarzenia.
- Złota Nitka 2013 – nagrodę główną zdobył Maciej Trzmiel za kolekcję „EHWAZ”. Jury przyznało 3 wyróżnienia. Pierwsze z nich trafiło w ręce Damiana Koniecznego za kolekcję pt. „D.I.D”. Drugie wyróżnienie otrzymał Michał Mrzygłód za kolekcję „Chin-Suru”. Trzecie powędrowało na ręce Huberta Kolańskiego.
- Złota Nitka 2012 w kategorii Premiere Vision: Agnieszka Natasza Splewińska za kolekcję „Space Specific”, wyróżnienie 2012: Magdalena Pyrżak za kolekcję „Forest”
  - w kategorii Pret a Porter 2012, Złota Nitka: Aleksandra Kawałko za kolekcję „Mea Shearim”, wyróżnienie dla Anki Letycji Walickiej za kolekcję „N'HILL”
- Złota Nitka 2011: Monika Błażusiak[2]
  - w kategorii Pret a Porter Złota Nitka 2011: Agnieszka Kowalska
  - wyróżnienia, w kategorii Pret a Porter 2011: Sabinia Koryl i Nina Królikowska
  - w kategorii Premiere Vision 2011: Dominika Piekutowska, Damiana Konieczny
- Złota Nitka 2010: Karolina Gleguła, kolekcja „Liquid”[3]
  - w kategorii Premiere Vision 2010: Kamila Gawrońska-Kasperska, kolekcja „Metropolis”
- Złota Nitka 2009: Małgorzata Grzywnowicz i Małgorzata Węgiel[4]
  - w kategorii Pret a Porter 2009: Małgorzata Grzywnowicz i Małgorzata Węgiel za kolekcję „Phantas Magoria”
  - w kategorii Premiere Vision 2009: Magdalena Śmielak za kolekcję „Destrukcja”
  - Nagroda Jury Medialnego w kategorii Premiere Vision 2009: Magadalena Dąbrowska za kolekcję „Mechanika Piękna”
- Złota Nitka 2008: Pegga Pawłowski, za kolekcję „Gavroche”[5]
  - w kategorii Premiere Vision 2008: Grzegorz Gonsior za kolekcję „Buffo, Bufallo Bombast”
  - w kategorii Pret a Porter 2008: Pegga Pawłowski za kolekcję „Gavroche”
- w kategorii Pret a Porter 2006: Lukasz Jemioł za kolekcję „Scandinavia”[6]
  - Nagroda Jury Kreatorów oraz wyróżnienie Jury Medialnego 2006: Liwia Twaróg za kolekcję „Legionist etinceler”
  - w kategorii Premier Vision Jury Kreatorów 2006: Dominika Bułaczyńska za kolekcję „Trzy światła”